# 동성화인텍
동성화인텍(영어: Dongsung Finetec Co., Ltd.)은 대한민국의 LNG 운반선 보냉재 기업이다.